# مطار قشن
مطار قشن (إياتا: IHN ، إيكاو: OYQN) هو مطار يخدم مدينة قشن بمحافظة المهرة شرقي اليمن.

## وصلات خارجية
- حالة الطقس في مطار قشن.
- تاريخ الحوادث لـ (IHN) على شبكة سلامة الطيران.
- OurAirports - Yemen نسخة محفوظة 4 أبريل 2019 على موقع واي باك مشين.
- Great Circle Mapper - Qishn
- Qishn